# Leptotogea ephippium
Leptotogea ephippium är en stekelart som först beskrevs av Brulle 1846.  Leptotogea ephippium ingår i släktet Leptotogea och familjen brokparasitsteklar. Inga underarter finns listade i Catalogue of Life.